# Adolfo I di Berg
Adolfo di Hövel (Huuili) (in tedesco Adolf I. von Berg) (prima metà del secolo XI – 31 luglio 1106) fu il primo conte documentato della contea di Berg, nell'attuale Germania, da prima del 1068 alla sua morte.

## Origine
Di Adolfo non si conoscono i genitori, la sua origine è incerta e controversa; si suppone che discendesse da una nobile famiglia linea cadetta della dinastia degli Azzoni, che aveva il suo quartier generale nel castello di Berge vicino a Odenthal sulla riva sinistra del fiume Dhünn; comunque sulla sua origine la discussione è ancora aperta.

## Biografia
La prima volta che Adolfo viene citato come conte di Berg (Adolfus advocatus de Monte) è nel documento n° 211 del Urkundenbuch für die Geschichte des Niederrheins, Volume 1, datato 1068, in cui è testimone dell'arcivescovo di Colonia, Annone II.
Molto probabilmente Adolfo, ottenendo influenza e potere, collaborò col vescovo di Colonia, Annone II, che lo cita come suo testimone in altri tre documenti:
- il documento n° 25 del Quellen zur Geschichte der Stadt Köln, Volume 1, datato 1072, (Adolfi comitis)[2];
- il documento n° VII del Akademische Beiträge zur Gülch- und Bergischen Geschichte, Volume 2, datato 1074, (Adolfi comitis)[3];
- il documento n° 29 del Quellen zur Geschichte der Stadt Köln, Volume 1, datato 1075, (Adolfi comitis)[4].

Adolfo continuò la collaborazione con i successori dell'arcivescovo, Annone II, come dimostrano tre documenti, in cui è testimone dell'arcivescovo di Colonia, Sigewin von Are:
- il documento n° 229 del Urkundenbuch für die Geschichte des Niederrheins, Volume 1, datato 1080, (Adolph de Berge)[5];
- il documento n° 241 del Urkundenbuch für die Geschichte des Niederrheins, Volume 1, non datato, (Adolf et filius suus Euerhard)[6];
- il documento n° 242 del Urkundenbuch für die Geschichte des Niederrheins, Volume 1, non datato, (Adolfus de Monte)[7];

e un documento, in cui è testimone dell'arcivescovo di Colonia, Ermanno III di Hochstaden: 
- il documento n° 244 del Urkundenbuch für die Geschichte des Niederrheins, Volume 1, datato 1090, (Adolfus de Monte)[8].

Adolfo (Adolfus de Monte), nel 1100, garantì alcuni privilegi alla cattedrale di Colonia, confermati dal nuovo arcivescovo di Colonia, Federico I di Schwarzenburg (domnus archiepiscopus Fridericus), come da documento n° 258 del Urkundenbuch für die Geschichte des Niederrheins, Volume 1, datato 1100.
Adolfo è il primo al quale viene riconosciuto il titolo di conte di Berg, ed è quindi elencato nell'ordine di famiglia dei Conti di Berg come Adolfo I; anche l'Imperatore del Sacro Romano Impero, lo riconobbe conte di Berg: col documento imperiale n° 471, datato 1101, Enrico IV di Franconia, per la prima volta, riconobbe Adolfo come conte di Berg (Adolf de Monte comites); un secondo documento, il n° 491, datato 1105 confermò nuovamente il suo status (Adolfus comes de Berge).
Adolfo, secondo l'Annalista Saxo, morì nel 1106, lo storico tedesco, Thomas R. Kraus, nel suo Die Entstehung der Landesherrschaft der Grafen von Berg bis zum Jahre 1225, riporta che morì il 31 luglio.
Ad Adolfo succedette il figlio primogenito, Adolfo, come Adolfo II.

## Matrimonio e discendenza
Ancora lo storico tedesco, Thomas R. Kraus, nel suo Die Entstehung der Landesherrschaft der Grafen von Berg bis zum Jahre 1225, riporta che molto probabilmente, Adolfo aveva contratto un primo matrimonio con un membro della famiglia Schwarzenburg.
Secondo l'Annalista Saxo, Adolfo di Hövel (Huuili) aveva sposato, in un anno imprecisato, Adelaide di Lauffen, figlia, sempre secondo l'Annalista Saxo, del conte Enrico di Lauffen e di Ida di Werl; con questo matrimonio, i possedimenti della Westfalia del nonno di Adelaide Bernardo II di Werl furono ereditati da Adolfo, che aumentò le proprietà terriere della contea.
Sempre l'Annalista Saxo, riporta che Adelaide dopo essere rimasta vedova si sposò, in seconde nozze, con Federico di Sommerschenburg, a cui diede il figlio Federico Junior.
Adolfo da Adelaide ebbe tre o quattro figli:
- Adolfo[18] (ca. 1090 - † dopo il 1160), conte di Berg (Adolph de Berge) , come da documento n° 616 del Urkundenbuch für die Geschichte des Niederrheins, Volume 4, datato 1115[19];
- Eberardo[6] (ca. 1090 - † (1142-1152)), che, secondo il Levold's von Northof Chronik der Grafen von der Mark und der Erzbischöfe fu monaco nell'Abbazia di Morimond e, in seguito, abate del monastero cistercense di Georgenthal vicino a Gotha in Turingia[20];
- Bruno (ca. 1090 - † fine maggio 1137 Trani / Puglia), [1] 1131-1137 come Bruno II arcivescovo di Colonia, come ci viene confermata dalla Anselmi Gemblacensis continuatio Sigeberti Chronica[21];
- Gisella (ca. 1090 - † dopo 1143), che aveva sposato Sizzo III. di Schwarzburg, come ci viene confermata dal Levold's von Northof Chronik der Grafen von der Mark und der Erzbischöfe[22].

### Fonti primarie
- (LA)  Urkundenbuch für die Geschichte des Niederrheins, Volume 1.
- (LA)  Quellen zur Geschichte der Stadt Köln, Volume 1.
- (LA)  Akademische Beiträge zur Gülch- und Bergischen Geschichte, Volume 2.
- (LA)  Urkundenbuch für die Geschichte des Niederrheins, Volume 4.
- (LA)  Monumenta Germaniae Historica, tomus VI.
- (LA)  Monumenta Germaniae Historica, tomus XXXVII, Annalista Saxo.
- (LA)  Monumenta Germaniae Historica, Diplomata Regum et Imperatorum Germaniae tomus VI.2. Heirici IV diplomata.

### Letteratura storiografica
- (LA)  (DE)  Levold's von Northof Chronik der Grafen von der Mark und der Erzbischöfe